# Rivière Malek
Pour les articles homonymes, voir Malek.
La rivière Malek est un affluent de la rivière Péribonka, coulant dans le territoire non organisé du Mont-Valin, dans la municipalité régionale de comté de Le Fjord-du-Saguenay, dans la région administrative de Saguenay–Lac-Saint-Jean, dans la Province de Québec, au Canada.
Le bassin versant de la rivière Malek est desservie par une route longeant la rive Est de la rivière Péribonka et par quelques routes forestières secondaires de montagnes,.
La foresterie constitue la principale activité économique du secteur ; les activités récréotouristiques, en second.
La surface de la rivière Malek est habituellement gelée de la fin novembre au début avril, toutefois la circulation sécuritaire sur la glace se fait généralement de la mi-décembre à la fin mars.

## Géographie
Les principaux bassins versants voisins de la rivière Malek sont :
- côté Nord : rivière du Canal Sec, ruisseau Saint-Jacques, rivière Péribonka, rivière Manouane ;
- côté Est : ruisseau Psuké, ruisseau aux Canots, lac Pamouscachiou, rivière Shipshaw, rivière du Portage, lac Rouvray ;
- côté Sud : ruisseau Strike, ruisseau Tarrant, ruisseau Joli, Petit lac Onatchiway, lac Onatchiway, rivière Shipshaw ;
- côté Ouest : rivière Péribonka, rivière Alex, rivière du Portage.

La rivière Malek prend sa source à l’embouchure d’un lac non identifié (longueur : 0,9 km ; altitude : 550 m). Cette source est située dans le territoire non organisé de Mont-Valin à 14,4 km au Sud-Ouest du barrage à l’embouchure (côté Sud) du lac Pamouscachiou, à 6,1 km au Nord-Est de l’embouchure de la rivière Malek, à 4,8 km à l’Est du cours de la rivière Péribonka et à 21,4 km au Sud-Est de l’embouchure de la rivière Manouane,.
À partir de l’embouchure du lac de tête, la rivière Malek coule sur 8,7 km, entièrement en zone forestière, selon les segments suivants :
- 1,1 km vers le Sud-Ouest notamment en traversant sur 0,4 km un lac non identifié (longueur : 0,7 km ; altitude : 426 m), jusqu’à son embouchure ;
- 3,6 km vers le Sud-Ouest notamment en traversant deux petits lacs non identifiés, et en recueillant la décharge (venant du Sud) d’un lac non identifié ainsi que la décharge (venant du Nord-Est) d’un lac non identifié, puis traversant un dénivelé de 55 m jusqu’à un coude de rivière situé au pied de la montagne et correspondant à la décharge (venant du Nord) d’un lac de montagne ;
- 4,0 km vers le Sud en suivant le pied de la montagne où il recueille deux ruisseaux (venant de l’Est), puis bifurque vers le Nord-Ouest pour traverser une plaine, jusqu’à son embouchure[2].

La rivière Malek se déverse sur la rive Est de la rivière Péribonka en face d’une île non identifié (longueur : 1,9 km, à :
- 20,6 km au Nord-Ouest du Petit lac Onatchiway ;
- 20,4 km au Sud-Ouest du barrage à l’embouchure du lac Pamouscachiou (faisant partie du réservoir Pipmuacan) ;
- 69,6 km au Sud-Est de l’embouchure du lac Péribonka lequel est traversé vers le Sud-Est par la rivière Péribonka ;
- 25,2 km au Sud de l’embouchure de la rivière Manouane (rivière Péribonka) ;
- 86,6 km au Nord-Est de l’embouchure de la rivière Péribonka (confluence avec le lac Saint-Jean[2]

À partir de l’embouchure de la rivière Malek, le courant descend sur 112,3 km le cours de la rivière Péribonka vers le Sud jusqu’à son embouchure, traverse sur 29,3 km vers l’Est le lac Saint-Jean, puis emprunte le cours de la rivière Saguenay vers l’Est jusqu'à la hauteur de Tadoussac où il conflue avec le fleuve Saint-Laurent.

## Toponymie
Le terme "Malek" est un patronyme de famille d'origine arabe et aussi un pseudonyme.
Le toponyme de rivière Malek a été officialisé le 5 décembre 1968 à la Banque des noms de lieux de la Commission de toponymie du Québec.